# Patalene aquosus
Patalene aquosus är en fjärilsart som beskrevs av Augustus Radcliffe Grote och Robinson 1867. Patalene aquosus ingår i släktet Patalene och familjen mätare. Inga underarter finns listade i Catalogue of Life.